# Julio Cortázar
Julio Cortázar (født 26. august 1914 i Brussel, død 12. februar 1984 i Paris) var en argentinsk forfatter og essayist. Cortazár tilhører den latinamerikanske generation af forfattere, der kaldes el boom.
Cortázar voksede op i Buenos Aires. Han arbejdede som fransklærer frem til Juan Perón kom til magten, hvorefter han sagde op i protest mod Peróns styre. Han flyttede til Paris i 1951, hvor han fik job ved UNESCO som oversætter, og blandt andet oversatte Edgar Allan Poe.
Hans mest kendte roman er Rayuela, som kaldes en "antiroman", eftersom fortællingens intrige ligger udenfor fortælleren, og den knyttes til dekonstrutionen. Cortázar var litterært påvirket af sin landsmand Jorge Luis Borges.
Cortázar skrev i 1959 novellen Las babas del Diablo (Djævelens savl), der nogle år senere dannede forlæg for filmen Blowup.

## Eksterne links
- Julio Cortázar på gravsted.dk

- Wikimedia Commons har flere filer relateret til Julio Cortázar
- Biografi på kirjasto.sci.fi Arkiveret 28. april 2009 hos  Wayback Machine